# Lyseline Louvigny
Lyseline Louvigny (Eigenbrakel, 16 mei 1985) is een Belgisch politica. Eerst was ze actief voor de liberale MR, daarna voor de centristische partij Les Engagés.

## Levensloop
Louvigny behaalde in 2009 een master in de politieke wetenschappen en in 2011 een master in de rechten aan de UCL. Beroepshalve werd ze advocate, van 2011 tot 2014 ingeschreven aan de balie van Brussel en vanaf 2014 aan de balie van Nijvel. Ook werkte ze van 2015 tot 2017 als adviseur bij Mathieu Michel, Tanguy Stuckens en Marc Bastin, gedeputeerden voor de provincie Waals-Brabant.
Ze werd politiek actief voor de MR en werd voor deze partij in oktober 2006 verkozen tot gemeenteraadslid van Tubeke, waar ze van 2012 tot 2018 schepen van Burgerlijke Stand, Jeugd en Sport was, zij het vanaf 2017 titelvoerend. In december 2017 was ze medeoprichter van Réformatrices, een vrouwennetwerk binnen de Waals-Brabantse afdeling van de MR.
Bij de verkiezingen van 25 mei 2014 stond ze als tweede opvolger op de MR-lijst voor het Waals Parlement en het Parlement van de Franse Gemeenschap in het arrondissement Nijvel. In januari 2017 werd ze lid van beide parlementen in opvolging van Christophe Dister, die besloot om voltijds burgemeester van Terhulpen te worden. Bij de Waalse verkiezingen van 2019 stond ze opnieuw als tweede opvolgster op de Nijvelse MR-lijst. 
Na haar parlementaire loopbaan was Louvigny van 2019 tot 2022 als juriste werkzaam voor de provincie Waals-Brabant en van 2022 tot 2023 juriste bij Wallonie-Bruxelles Enseignement, de inrichtende macht van het onderwijs in de Franse Gemeenschap. In 2023 werd ze juridisch attaché bij de Belgische Mededingingsautoriteit. Daarnaast was ze van 2020 tot 2022 bestuurster bij de Ligue des Familles, de Franstalige Gezinsbond.
In september 2023 verliet Louvigny de MR en sloot ze zich aan bij Les Engagés. Naar eigen zeggen voelde ze zich niet meer thuis binnen de liberale partij en kon ze de koers die de lokale MR-afdeling in Tubeke voer, steeds minder onderschrijven. Voor de federale verkiezingen van juni 2024 kreeg ze de tweede plaats op de Waals-Brabantse lijst van Les Engagés toegewezen, maar ze werd niet verkozen.
Sinds januari 2024 is ze voorzitter van Femmes Engagées, de vrouwenafdeling van Les Engagés.